# Liste auf dem Münchner Nordfriedhof bestatteter Persönlichkeiten
Die Liste auf dem Münchner Nordfriedhof bestatteter Persönlichkeiten führt bekannte Personen auf, die auf dem Nordfriedhof im Norden der bayerischen Landeshauptstadt München ihre letzte Ruhestätte fanden.

## Die Gräber bekannter Personen
Hinweis: Die Liste ist alphabetisch nach Nachnamen sortiert. Ihrer Natur nach ist sie nicht vollständig, es können jederzeit weitere Persönlichkeiten dazukommen.
| Name                            | Geburtsjahr | Sterbejahr | Tätigkeit                                                                                               | Grabnr.                                                 |
| ------------------------------- | ----------- | ---------- | --- | ------------------------------------------------------- |
| Peter Paul Althaus              | 1892        | 1965       | deutscher Schriftsteller und Kabarettist                                                                | 025-4-2                                                 |
| Herb Andress                    | 1935        | 2004       | Schauspieler                                                                                            |                                                         |
| Karl-Ernst Apfelbacher          | 1940        | 2015       | Fundamentaltheologe, Pfarrer                                                                            |                                                         |
| Annette von Aretin              | 1920        | 2006       | erste Fernsehansagerin des Bayerischen Rundfunks                                                        | 057-U3-5                                                |
| August Arnold                   | 1898        | 1983       | Filmregisseur, Filmproduzent, Filmtechnologie-Entwickler                                                | 26-4-5                                                  |
| Karl Arnold                     | 1883        | 1953       | Künstler, Karikaturist                                                                                  | Mauer links, 164-166                                    |
| Philip Arp                      | 1929        | 1987       | Schauspieler, Kabarettist, Autor und Theater-Regisseur                                                  |                                                         |
| Klaus Backmund                  | 1929        | 2020       | Bildhauer                                                                                               |                                                         |
| Fritz Baer                      | 1850        | 1919       | Maler                                                                                                   | 120-1-47                                                |
| Gert Bastian                    | 1923        | 1992       | Brigadegeneral, Symbolfigur der Friedensbewegung                                                        | Mauer links, 271                                        |
| Andreas Bauriedl                | 1879        | 1923       | Kaufmann, Teilnehmer am Hitlerputsch                                                                    | 121-2-23                                                |
| Liesel Beckmann                 | 1914        | 1965       | Betriebswirtin, Hochschullehrerin                                                                       |                                                         |
| Fritz Benscher                  | 1904        | 1970       | Schauspieler und Quizmaster                                                                             | Urnenhalle Süd 406                                      |
| Otto Bezold                     | 1899        | 1984       | Politiker                                                                                               | Mauer rechts, 241                                       |
| Alexander Bilabel               | 1856        | 1935       | Richter, Präsident des OLG Zweibrücken                                                                  |                                                         |
| Franziska Bilek                 | 1906        | 1991       | Karikaturistin, Zeichnerin                                                                              | U-R-101                                                 |
| Otto Binder                     | 1904        | 1944       | Mitglied der Hartwimmer-Olschewski-Widerstandsgruppe zur Zeit des Nationalsozialismus                   |                                                         |
| Karl von Birkmeyer              | 1847        | 1920       | Rechtswissenschaftler                                                                                   | Mauer rechts, 87                                        |
| Theodor Bitterauf               | 1877        | 1925       | Historiker und Hochschullehrer                                                                          |                                                         |
| Inge Brandenburg                | 1929        | 1999       | Jazzsängerin                                                                                            |                                                         |
| Beppo Brem                      | 1906        | 1990       | Schauspieler                                                                                            | 125-1-33                                                |
| Georg Britting                  | 1891        | 1964       | Schriftsteller                                                                                          | 097-U-410                                               |
| Friedrich Bruckmann             | 1814        | 1898       | Verleger                                                                                                | Mauer rechts, 130                                       |
| Christine Buchegger             | 1942        | 2014       | Schauspielerin                                                                                          | 119-7-0023                                              |
| Franz Jakob von Defregger       | 1835        | 1921       | Maler                                                                                                   | 051-14-1                                                |
| Marya Delvard                   | 1874        | 1965       | Diseuse, Chansonnière und Schauspielerin                                                                |                                                         |
| Eduard Dietl                    | 1890        | 1944       | Generaloberst                                                                                           |                                                         |
| Hans Dölle                      | 1893        | 1980       | Rechtswissenschaftler                                                                                   |                                                         |
| Theodor Dombart                 | 1884        | 1969       | Architekt, Heimatforscher und Hochschullehrer                                                           | 057-2-8/9                                               |
| Sammy Drechsel                  | 1925        | 1986       | Kabarettist                                                                                             | Mauer rechts, 244                                       |
| Manfred Eickemeyer              | 1903        | 1978       | Architekt, Mitglied der Widerstandsgruppe Weiße Rose                                                    | 52-7-3/4                                                |
| Constanze Engelbrecht           | 1950        | 2000       | Schauspielerin                                                                                          | 98-11-15                                                |
| Alois von Erhardt               | 1831        | 1888       | Politiker                                                                                               | Nord-Arkaden 4                                          |
| Oskar Eversbusch                | 1853        | 1912       | Professor für Augenheilkunde                                                                            | 035-11-3                                                |
| Karl Josef von Faber            | 1849        | 1915       | Fabrikant „Bleistiftfabrik Johann Faber“, Kunstmäzen, Sohn von Johann Faber, Neffe von Lothar von Faber | Mauer links 249-252                                     |
| Franz Fackler                   | 1895        | 1963       | Gewerkschafter, Widerstandskämpfer gegen den Nationalsozialismus                                        | 011-2-2                                                 |
| Karl von Fasbender              | 1852        | 1933       | General                                                                                                 | 050-01-9/10                                             |
| Theodore Feucht                 | 1867        | 1944       | Maler                                                                                                   |                                                         |
| Anton Fingerle                  | 1912        | 1976       | Münchner Stadtschulrat                                                                                  | 136-A-88                                                |
| Josef Flossmann                 | 1862        | 1914       | Bildhauer                                                                                               |                                                         |
| Leonhard Frank                  | 1882        | 1961       | Schriftsteller                                                                                          | 078-9-5                                                 |
| Hermann Frieb                   | 1909        | 1943       | Volkswirt, Mitglied der Widerstandsgruppe „Neu Beginnen“                                                |                                                         |
| Viktor Gluth                    | 1852        | 1917       | Komponist                                                                                               | 098-1-1/2                                               |
| Joachim Gnilka                  | 1928        | 2018       | Theologe (Neutestamentler)                                                                              |                                                         |
| Marie Amelie von Godin          | 1882        | 1956       | Schriftstellerin, Frauenrechtlerin und Albanologin                                                      |                                                         |
| Sophia Goudstikker              | 1865        | 1924       | Frauenrechtlerin, Fotografin, Schauspielerin                                                            | aufgelassen                                             |
| Günter Freiherr von Gravenreuth | 1948        | 2010       | Rechtsanwalt                                                                                            |                                                         |
| Erika Hanfstaengl               | 1912        | 2003       | Kunsthistorikerin                                                                                       |                                                         |
| Robert Hartig                   | 1839        | 1901       | Forstwissenschaftler                                                                                    | 052-6-2                                                 |
| Klaus Havenstein                | 1922        | 1998       | Schauspieler, Kabarettist, Moderator, Hörspiel- und Synchronsprecher                                    | 119-1-30                                                |
| Johannes Heesters               | 1903        | 2011       | Schauspieler, Sänger                                                                                    | 56-1-1                                                  |
| Robert Heger                    | 1886        | 1978       | Dirigent, Komponist und Hochschullehrer                                                                 | Mauer links, 277                                        |
| Trude Hesterberg                | 1892        | 1967       | Bühnen- und Filmschauspielerin, Kabarettistin, Chansonsängerin, Soubrette und Operettensängerin         | 97-U-197                                                |
| Lorenz Hiltner                  | 1862        | 1923       | Agrarwissenschaftler                                                                                    | Mauer rechts, 361                                       |
| Heinrich Hoffmann               | 1885        | 1957       | Fotograf                                                                                                |                                                         |
| Jürgen von Hollander            | 1923        | 1985       | Schriftsteller und Journalist                                                                           | 095-5-14                                                |
| Fritz Hommel                    | 1854        | 1936       | Orientalist                                                                                             | 057-2-8/9                                               |
| Kurt Horwitz                    | 1897        | 1974       | Schauspieler, Regisseur, Intendant am Bayerischen Staatsschauspiel                                      | 094-2-15                                                |
| Peter Igelhoff                  | 1904        | 1978       | Schlager- und Jazzkomponist und Musiker                                                                 | 60-U-15                                                 |
| Gisela Jonas-Dialer             | 1929        | 2014       | Chansonsängerin, gen. Schwabinger Gisela                                                                |                                                         |
| Alexander Kaempfe               | 1930        | 1988       | Übersetzer, Journalist und Schriftsteller                                                               | Grabstätte aufgelöst                                    |
| Gustav von Kahr                 | 1862        | 1934       | Jurist, Politiker, bayerischer Ministerpräsident                                                        | Mauer links, 306-307                                    |
| Joachim Kaiser                  | 1928        | 2017       | Journalist, Hochschullehrer                                                                             |                                                         |
| Günther Kaufmann                | 1947        | 2012       | Schauspieler                                                                                            | Urnengrab A                                             |
| Max Kemmerich                   | 1876        | 1932       | Schriftsteller                                                                                          | 76-12-21                                                |
| Eduard von Keyserling           | 1855        | 1918       | Schriftsteller                                                                                          | 024-4-1                                                 |
| Karl Knappe                     | 1884        | 1970       | Bildhauer                                                                                               | 057-1-11                                                |
| Kathi Kobus                     | 1854        | 1929       | Münchner Gastronomin                                                                                    | 079-5-7                                                 |
| Wolfgang Koeppen                | 1906        | 1996       | Schriftsteller                                                                                          | 118-2-1                                                 |
| Oskar Körner                    | 1875        | 1923       | Kaufmann, Politiker                                                                                     |                                                         |
| Irene Koss                      | 1928        | 1996       | Schauspielerin, erste Fernsehansagerin Deutschlands                                                     |                                                         |
| Werner Kubsch                   | 1922        | 1992       | Unternehmer, Gründer von Studiosus Reisen                                                               |                                                         |
| Otto Kurth                      | 1912        | 1996       | Schauspieler und Regisseur                                                                              |                                                         |
| Inge Latz                       | 1929        | 1994       | Komponistin und Musikheilerin                                                                           |                                                         |
| Hermann Lenz                    | 1913        | 1998       | Schriftsteller                                                                                          | Mauer links, 101                                        |
| Theodor Lipps                   | 1851        | 1914       | Philosoph und Psychologe                                                                                | Mauer rechts, 169                                       |
| Max Littmann                    | 1862        | 1931       | Architekt                                                                                               | Mauer links, 317-320                                    |
| Franz von Löher                 | 1818        | 1892       | Rechtshistoriker und Politiker                                                                          | Mauer rechts, 90/91                                     |
| Georg Lohmeier                  | 1926        | 2015       | Schriftsteller, Dramatiker, Regisseur und Schauspieler                                                  | 095-11-37a/b                                            |
| Eugen von Lommel                | 1837        | 1899       | Physiker                                                                                                | Mauer rechts, 172                                       |
| Elena Luber                     | 1914        | 1982       | Schauspielerin                                                                                          |                                                         |
| Ernst Mach                      | 1838        | 1916       | Physiker, Sinnesphysiologe, Philosoph und Wissenschaftstheoretiker                                      | 94 (Gedenkstele)                                        |
| Ferdinand Marian                | 1902        | 1946       | Schauspieler                                                                                            | Grabstätte aufgelöst                                    |
| Georg Marischka                 | 1922        | 1999       | Regisseur                                                                                               | 115-Urnengrab 2-18                                      |
| Walter Meckauer                 | 1889        | 1966       | Schriftsteller                                                                                          | 183-1-1                                                 |
| Alois Mitterwieser              | 1876        | 1943       | Historiker                                                                                              | 134-1-100                                               |
| Anton Neuhäusler                | 1919        | 1997       | Mundartdichter                                                                                          |                                                         |
| Wilhelm Olschewski jun.         | 1871        | 1943       | Kaufmann, Mitglied der Hartwimmer-Olschewski-Widerstandsgruppe zur Zeit des Nationalsozialismus         |                                                         |
| Wilhelm Olschewski sen.         | 1902        | 1944       | Mitglied der Hartwimmer-Olschewski-Widerstandsgruppe zur Zeit des Nationalsozialismus                   |                                                         |
| Karl Oppenrieder                | 1923        | 2017       | Steinmetz und Bildhauer                                                                                 |                                                         |
| Sebastian Osterrieder           | 1864        | 1932       | Bildhauer, Entwickler der Weihnachtskrippen-Kultur                                                      |                                                         |
| Peter Pasetti                   | 1916        | 1996       | Schauspieler                                                                                            | 114-1-36                                                |
| Wilhelm Freiherr von Pechmann   | 1859        | 1948       | Bankier, Präsident des Evangelischen Kirchentags                                                        | Mauer links, 219-221                                    |
| Ludwig Petuel jun.              | 1870        | 1951       | Kaufmann                                                                                                | Mauer rechts 1                                          |
| Ludwig Petuel sen.              | 1839        | 1911       | Kaufmann                                                                                                | Mauer rechts 1                                          |
| Theodor von der Pfordten        | 1873        | 1923       | Jurist, Teilnehmer am Hitlerputsch 1923                                                                 |                                                         |
| Toni Pfülf                      | 1877        | 1933       | Politikerin (SPD)                                                                                       | 73 (Denkmal)                                            |
| Richard Pietzsch                | 1872        | 1960       | Maler                                                                                                   | 092-12-10                                               |
| Carl Theodor von Piloty         | 1826        | 1886       | Maler                                                                                                   | 095-11-27/28                                            |
| Otto Piper                      | 1841        | 1921       | Burgenforscher                                                                                          | 114-1-38                                                |
| Hans Pössenbacher               | 1895        | 1979       | Schauspieler                                                                                            | 250-UM-5-146                                            |
| Emil Pott                       | 1851        | 1913       | Tierzuchtwissenschaftler                                                                                | 045-7-2                                                 |
| Bally Prell                     | 1922        | 1982       | Volkssängerin                                                                                           | 002-3-5                                                 |
| Theo Prosel                     | 1889        | 1955       | Dichter, Humorist und Kabarettist                                                                       | 132-A-13                                                |
| Mady Rahl                       | 1915        | 2009       | Schauspielerin                                                                                          | 178-U-66                                                |
| Hans Remky                      | 1921        | 2010       | Augenarzt                                                                                               |                                                         |
| Emil von Riedel                 | 1832        | 1906       | Jurist, Politiker, bayerischer Finanzminister                                                           | Mauer links, 167-268                                    |
| Hermann Rieder                  | 1858        | 1932       | Internist und Radiologe                                                                                 | 076-13-5/7                                              |
| Anton Riemerschmid              | 1802        | 1878       | Gründer der ersten deutschen Handelsschule für Mädchen                                                  | 046-16-7/8                                              |
| Wolfgang Rödelberger            | 1934        | 2010       | Musikproduzent, Komponist, Musiker und Arrangeur                                                        |                                                         |
| Toby Edward Rosenthal           | 1849        | 1917       | Maler                                                                                                   | 104-1-1                                                 |
| Barbara Rudnik                  | 1958        | 2009       | Schauspielerin                                                                                          | 135 - ? - ?                                             |
| Gerd Ruge                       | 1928        | 2021       | Journalist                                                                                              |                                                         |
| Wilhelm von Rümann              | 1850        | 1906       | Bildhauer                                                                                               | ehemals in der Alten Vereins-Urnenhalle, Urne gesichert |
| Leo Samberger                   | 1861        | 1949       | Maler                                                                                                   | Mauer links, 145                                        |
| Henriette von Schirach          | 1913        | 1992       | Schriftstellerin                                                                                        |                                                         |
| Manfred Schreiber               | 1926        | 2015       | Jurist, Polizeibeamter, 1963 bis 1983 Polizeipräsident des Polizeipräsidiums München.                   | Mauer links, 167-268                                    |
| Arnulf Schröder                 | 1903        | 1960       | Schauspieler                                                                                            |                                                         |
| Carl-Heinz Schroth              | 1902        | 1989       | Schauspieler                                                                                            |                                                         |
| Georg Schuster-Woldan           | 1864        | 1933       | Maler und Grafiker                                                                                      |                                                         |
| Ralph Maria Siegel              | 1911        | 1972       | Komponist, Liedtexter, Musikverleger, Schriftsteller, Sänger (Tenor)                                    | 052                                                     |
| Gislinde Skroblin               | 1944        | 1998       | Primaballerina                                                                                          | 171-Urnengrab A-41                                      |
| Arnold Sommerfeld               | 1868        | 1951       | Mathematiker und theoretischer Physiker                                                                 | Mauer rechts, 387                                       |
| Oswald Spengler                 | 1880        | 1936       | Philosoph, Gymnasiallehrer, Schriftsteller                                                              | 125-2                                                   |
| Heinz-Günter Stamm              | 1907        | 1978       | Schauspieler, Hörspiel- und Theaterregisseur                                                            |                                                         |
| Lotte Stein                     | 1894        | 1982       | Schauspielerin                                                                                          |                                                         |
| Fedor Stepun                    | 1884        | 1965       | Philosoph und Soziologe                                                                                 |                                                         |
| Felix Stieve                    | 1845        | 1898       | Historiker                                                                                              | Mauer rechts, 127                                       |
| Karlheinz Summerer              | 1934        | 2013       | Pfarrer                                                                                                 |                                                         |
| Siegbert Tarrasch               | 1862        | 1934       | Schachspieler, Theoretiker und Buchautor                                                                | 128                                                     |
| Walter Thor                     | 1870        | 1929       | Kunstmaler                                                                                              |                                                         |
| Tom Toelle                      | 1931        | 2006       | Regisseur                                                                                               |                                                         |
| Hugo Troendle                   | 1882        | 1955       | Künstler                                                                                                | 117-1-26                                                |
| Paul Ludwig Troost              | 1878        | 1934       | Architekt                                                                                               | 04-16-11/12                                             |
| August Ungerer                  | 1860        | 1921       | Ingenieur und Erfinder                                                                                  |                                                         |
| Frederic Vester                 | 1925        | 2003       | Biochemiker, Systemforscher, Umweltexperte, Universitätsprofessor, Autor                                | Mauer links, 101                                        |
| Udo Vioff                       | 1932        | 2018       | Schauspieler                                                                                            |                                                         |
| Regina de Vivie-Riedle          | 1958        | 2024       | Theoretische Chemikerin und Universitätsprofessorin                                                     |                                                         |
| Werner Vordtriede               | 1915        | 1985       | Literaturwissenschaftler, Übersetzer und Schriftsteller                                                 | Grabstätte inzwischen aufgelöst                         |
| Robert Vorhoelzer               | 1884        | 1954       | Architekt                                                                                               | 169-A-29                                                |
| Kurt Weinzierl                  | 1931        | 2008       | Schauspieler, Kabarettist und Regisseur                                                                 |                                                         |
| Albert Weisgerber               | 1878        | 1915       | Maler                                                                                                   | 100-A-20/21                                             |
| Konrad Weiß                     | 1880        | 1940       | Dichter                                                                                                 | 095-11-7                                                |
| Arnold Weiss-Rüthel             | 1900        | 1949       | Schriftsteller, Satiriker, Dramaturg                                                                    |                                                         |
| Annemarie Wendl-Kleinschmidt    | 1914        | 2006       | Schauspielerin                                                                                          |                                                         |
| Otto Wernicke                   | 1893        | 1965       | Schauspieler                                                                                            | Grabstätte inzwischen aufgelöst                         |
| Josef Wittmann                  | 1880        | 1968       | Kirchenmaler                                                                                            | 129-2-0068, Grabstätte 2014 aufgelöst                   |
| Karoline Wittmann               | 1913        | 1978       | Malerin                                                                                                 | 128-2-5                                                 |
| Paul Wittmann                   | 1900        | 1985       | Bildhauer                                                                                               | 128-2-5                                                 |
| Ewald Wollny                    | 1846        | 1901       | Agrarwissenschaftler                                                                                    | 051-9-1                                                 |
| Franz Wolter                    | 1865        | 1932       | Maler und Kunstschriftsteller                                                                           | 020-4-6/7                                               |
| Eduard Zimmermann               | 1929        | 2009       | Journalist und Fernsehmoderator                                                                         |                                                         |